# Winterhuder Brücke

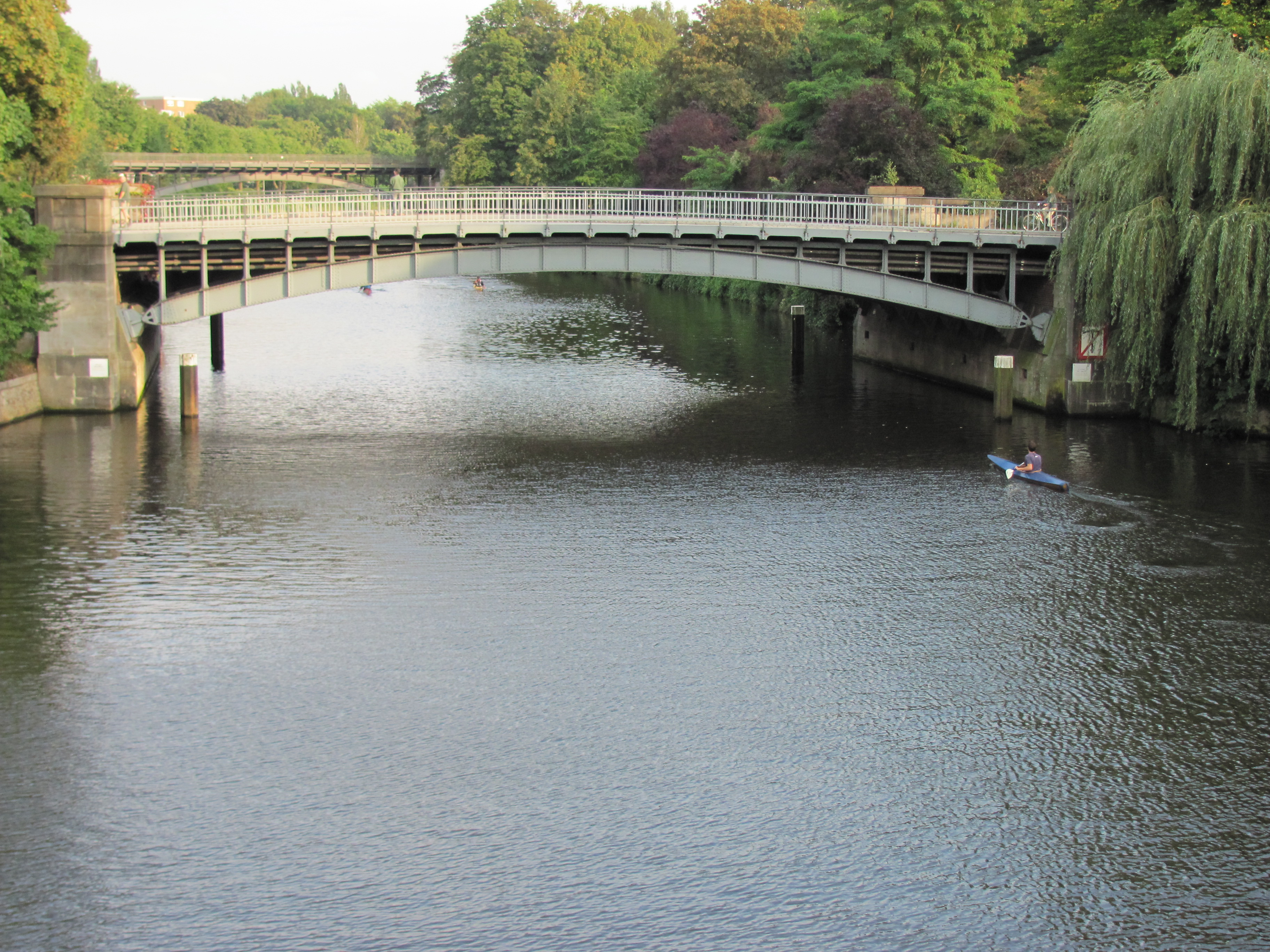
Winterhuder Brücke

Die Winterhuder Brücke ist eine zweigelenkige stählerne Bogenbrücke, die die Hamburger Stadtteile Eppendorf und Winterhude verbindet. Sie ist Teil der Bundesstraße 5.

## Lage
Die an dieser Stelle vierspurige Bundesstraße 5 quert als Hudtwalckerstraße auf Winterhuder Seite bzw. als Ludolfstraße auf Eppendorfer Seite über die Winterhuder Brücke die Alster. Die Fahrbahn wird durch einen Stahlfachwerkbogen gehalten.

## Bau und Vorgänger
Die 27,10 m lange und 20 m breite Brücke wurde von 1918 bis 1921 erbaut und ersetzte eine Vorgängerbrücke, die seit 1878 an dieser Stelle über die Alster führte.
Ursprünglich führte ein Bohlenweg durch die sumpfige Alsterniederung von Winterhude nach Eppendorf. Er begann auf Winterhuder Seite an der Straße Eppendorfer Stieg in Höhe der heutigen Sierichstraße und führte in Form einer hölzernen Brücke über die Alster bis hinter die Kirche St. Johannis. Diese Holzbrücke durfte ausschließlich von Personen betreten werden, während Fuhrwerke eine nahegelegene Furt zur Querung der an dieser Stelle sehr flachen Alster nutzen mussten. Dieser Weg inklusive der Brücke wurde „Eppendorfer Kirchensteg“ genannt un im Februar 1841 abgerissen. 1841 wurde eine Holzbrücke errichtet, die auch von Fuhrwerken befahren werden konnte, wodurch der Weg durch die Alsterfurt entfiel. Auf der Winterhuder Seite wurde ein Damm durch die Alsterwiesen geschüttet, die heutige Hudtwalckerstraße. Seit 1859 gibt es auf der Winterhuder Seite einen Anleger der Alsterschifffahrt, der 1893 erweitert wurde. 1878 wurde die Brücke mit steinernen Pfeilern und Landfesten erneuert und lediglich der Überbau blieb hölzern. Seit 1880 fuhr die Pferdebahn und seit 1895 die Straßenbahn über die Brücke, die seit 1904 ihren heutigen Namen trägt.